# Алт
Алтът е най-ниският женски певчески глас с честота от 175 до 700 Hz (F3 - F5), чийто диапазон е между този на мецосопрана и тенора.
Разпространена е и друга разновидност на алта – контраалт.

## Алти
- Христина Лютова
- Адел
- Цеца Ражнатович
- Ерика Андерсон
- Шер